# Task Force Grifo
(Emilio Spaziante sulla Task Force Grifo)
La Task Force "Grifo" era un'unità militare della Guardia di Finanza, operante, dal novembre 2006 al giugno 2013 in Afghanistan, nell'ambito dell'International Security Assistance Force (ISAF) e della missione EUPOL Afghanistan.

## Attività
L'attività della task force consisteva nell'addestramento del personale appartenente alla 4ª zona della Polizia di frontiera afghana e del Dipartimento afghano delle Dogane, arrivando al termine della missione ad aver svolto 120 corsi per un totale di 1500 persone addestrate di cui circa 40 donne.
I corsi svolti sono stati:
- 47 corsi di Polizia di Frontiera (Border Police) a cui hanno preso parte 625 operatori ordinari + 38 operatori Quick Reaction Force della Polizia di frontiera afghana.
- 25 corsi Standard e Advanced Technical Airport a cui hanno preso parte 242 operatori aeroportuali della Polizia di frontiera afghana.
- 9 corsi di Polizia Doganale (Custom Police) a cui hanno preso parte 47 operatori della Polizia doganale di Herat.
- 6 corsi doganali per 52 funzionari del dipartimento delle dogane di Herat.
- 1 corso in Anti-corruzione e profitti illegali a cui hanno preso parte 11 funzionari del governatorato di Herat.[11][12][13][14]

Inoltre a tutti i partecipanti ai corsi sono stati donati dei prontuari sulla legge afghana edito da parte della Guardia di Finanza in lingua inglese e in Lingua dari ed hanno potuto svolgere attività di specializzazione in Italia in base ad accordi bilaterali con il Ministero degli affari esteri e della cooperazione internazionale.
Oltre all'attività addestrativa i militari appartenenti alla task force hanno donato ai bambini di Shakiban (città remota a 65 Km da Herat) ed ai bambini ricoverati all'ospedale di Herat aiuti umanitari, materiale scolastico e giocattoli, ed inoltre assieme alla Polizia di frontiera afghana hanno aperto una sala informatica dedicata ad un militare afghano caduto nell'adempimento del proprio dovere ed a Francesco Centrone, militare della Guardia di Finanza caduto a Lecco nel 1983.
La missione iniziata nel novembre 2006 è terminata a giugno 2013, alla cerimonia per il termine dell'operazione hanno preso parte il Generale di corpo d'armata Emilio Spaziante (comandante in seconda della Guardia di Finanza) ed il Generale di brigata Ignazio Gamba (comandante del Regional Command "West")

## Comandanti
- Col. Massimo Ricciardi 8 novembre 2006 - 29 marzo 2007[23].

## Distintivo identificativo della missione
Il distintivo identificativo della missione è il seguente ed è regolamentato come segue:
(Estratto della Gazzetta Ufficiale della Repubblica Italiana sui segni identificativi della Guardia di Finanza)

## Onorificenza concessa alla bandiera del corpo
L'onorificenza concessa alla bandiera del corpo della Guardia di Finanza per le attività svolte dalla task force è la seguente:

## Onorificenza concessa al personale del corpo
L'onorificenza concessa al personale che ha partecipato all'operazione è la seguente:
 Croce commemorativa per il personale della Guardia di finanza che abbia concorso alle attività di mantenimento della sicurezza internazionale nell'ambito delle operazioni militari in Afghanistan (2007)
(decreto del Ministro dell'economia e delle finanze 23 ottobre 2007)